# Twelve Months, Eleven Days
Twelve Months, Eleven Days è il secondo album in studio da solista del cantautore britannico Gary Barlow, pubblicato nel 1999. 

## Tracce
Tutte le tracce sono di Gary Barlow tranne dove indicato.
1. For All That You Want (Gary Barlow, Max Martin, Kristian Lundin) – 3:36
2. Arms Around Me (Barlow, Peter Vettese) – 3:50
3. Lie to Me – 5:30
4. Fast Car – 4:45
5. Stronger (Barlow, Graham Gouldman) – 3:40
6. All That I've Given Away – 4:30
7. Wondering – 3:43
8. Don't Need a Reason – 4:35
9. Before You Turn Away – 3:18
10. Walk – 5:20
11. Nothing Feels the Same – 4:05
12. Yesterday's Girl – 6:54